# Levice (Eslovaquia)
Levice es la capital del distrito de Levice en la región de Nitra, Eslovaquia, con una población estimada a final del año 2024 de 30 556 habitantes.
Se encuentra ubicado al este de la región, cerca de los ríos Ipoly y Hron (ambos, afluentes izquierdos del Danubio) y de la frontera con la región de Banská Bystrica.

## Historia
Aquí hubo un asentamiento intensivo desde el Neolítico, y aquí también se encontraron monedas de plata de los celtas. Cuando los eslavos se mudaron aquí, había un cementerio con tumbas ricamente decoradas. La primera mención escrita de Levice data de 1156, en 1410 fueron promovidos a ciudad. Hasta 1614, estaban Staré Levice y Nové Levice, que se fusionaron en una sola ciudad. En ese momento, sin embargo, estaba constantemente amenazado por las conquistas turcas; en 1664 tuvo lugar una batalla aquí, durante la cual los otomanos fueron derrotados.

## Demografía
| Año        | 1994   | 2004    | 2014    | 2024     |
| ---------- | ------ | ------- | ------- | -------- |
| Población  | 36 176 | 36 310  | 33 977  | 30 556   |
| Diferencia |        | +0,37 % | −6,42 % | −10,06 % |

| Año        | 2023   | 2024    |
| ---------- | ------ | ------- |
| Población  | 30 823 | 30 556  |
| Diferencia |        | −0,86 % |